# Tierralta
Tierralta es un municipio ubicado al sur del departamento de Córdoba, en la región Caribe de Colombia y a 78 kilómetros de Montería. Bajo su jurisdicción se encuentra la Represa Urrá y una parte el Parque nacional natural Paramillo. Tierralta es un municipio agrícola y ganadero.

## División Político-Administrativa
Además de su Cabecera municipal. Tierralta tiene bajo su jurisdicción los siguientes Centros poblados:
- Campo Bello
- Caramelo
- Carrizola
- Crucito
- El Rosario
- El Águila (Batata)
- Frasquillo Nuevo
- Las Delicias
- Los Morales
- Mantagordal
- Nueva Esperanza
- Nueva Granada
- Pueblo Cedro
- Saiza
- San Rafael
- Santa Fe de Ralito
- Santa Marta
- Severinera
- Villa Providencia
- Virgilio Vargas
- Volador
- Bocas Del Manso

## Límites
- Norte: Montería.
- Oriente: Planeta Rica.
- Sur: Montelíbano y el departamento de Antioquia.
- Occidente: Valencia y el departamento de Antioquia.

## Historia
El territorio del Municipio de Tierralta fue habitado inicialmente por la tribu de los Zenúes, quienes pertenecían a la familia de los Caribes, los cuales se organizaron socialmente de manera monárquica, habiendo entre ellos: caciques, sacerdotes, guerreros y esclavos. Esta tribu se caracterizó por transformar el paisaje de selvas en sabanas, debido a su particular adaptación que implicaba la producción de excedentes y una alta especialización en el trabajo.
Para la época del descubrimiento de Tierralta, a principios del siglo XVI, el conquistador Pedro de Heredia llegó al territorio Zenú.
Desde 1840 los colonos hicieron su entrada a las zonas altas del río Sinú en busca de raicillas, caucho, pieles, oro y madera. Hacia 1881, las compañías extranjeras (francesas, belgas y norteamericanas) entraron a la zona a desarrollar la explotación maderera del río Sinú.
Iniciando el siglo XX, colonos y comerciantes se establecen en la frontera de las zonas planas del valle y las estribaciones sinuosas de la Serranía de San Jerónimo. A partir de la donación de 4 hectáreas de terreno por parte del señor Enrique Martínez Zurita en el “Puerto del Higo”; el día 25 de noviembre de 1909, Santiago Canabal decide hacer el trazado de las primeras calles e iniciar la construcción de viviendas en el caserío, dando origen al poblado de Tierralta, que reconoce a Santiago Canabal como su fundador.
El puerto de Tierralta sobre el río Sinú se convierte desde entonces en el paso obligatorio para las actividades económicas de la vasta región montañosa y en el puerto fluvial más importante del alto Sinú.
Tierralta fue creado municipio en el año 1931 por ordenanza de la Asamblea de Bolívar, la que fue anulada por ilegal, ya que tuvo algunas ilegalidades e irregularidades. Posteriormente, el día 14 de enero de 1949, la misma corporación legislativa y mediante ordenanza n.º 63 determina de manera definitiva que Tierralta es nuevo Municipio segregado de Montería.
El municipio de Tierralta desempeñó un papel importante durante el conflicto armado. Era una de las zonas donde los paramilitares de las AUC tenían mayor concentración. El 23 de julio de 2001, el pacto de Ralito fue firmado en Tierralta por 4 paramilitares -incluido su instigador Salvatore Mancuso-, 26 gobernadores, congresistas, alcaldes u otros políticos -incluido el propio alcalde de Tierralta Sigifredo Senior-, y 6 agricultores u otras personas. El encuentro tuvo lugar en la finca del corregimiento de Santa Fe de Ralito perteneciente al paramilitar Salomón Feris Chadid, alias 08. Los firmantes se dieron "la irrenunciable tarea de refundar nuestra patria, [...] en un espacio donde toda persona tiene derecho a la propiedad". Dos años más tarde, se firmó allí el Acuerdo de Santa Fe de Ralito, el 15 de julio de 2003, entre el gobierno de Álvaro Uribe representado por Luis Carlos Restrepo, alto comisionado para la paz, y las Autodefensas Unidas de Colombia (AUC), con el objetivo de "restablecer el monopolio del poder en manos del Estado".

## Economía
Las actividades productivas que hoy sostienen el que hacer económico de Tierralta se ubican básicamente en los sectores primarios y terciarios de la economía. Se destacan dentro del sector primario las siguientes:
La producción agropecuaria, la ganadería vacuna, la extracción maderera y la pesca.
La vocación económica que caracteriza al pueblo tierraltense se forma en buena parte, por su configuración como punto de colonización y de expansión de la frontera agrícola; así como punto potencial de expansión de posibles mercados subregionales.
La colonización con su cometido de ganarle a la selva, funda la modalidad de la pequeña extensión campesina, la cual concentra la unidad familiar.
El colono extrae de la selva lo que ella en su oferta natural le proporciona: maderas, algunos frutos silvestres, caza y explota su pequeña propiedad o chagra, cultivando frutos de pan coger y criando cerdos y aves.
La estructura de la producción agraria tiene su origen desde el minifundio, inicialmente se efectuó siguiendo las clásicas prácticas indígenas del autoconsumo y el intercambio de excedentes. En la medida en que las tierras selváticas se adecuaban para la práctica agrícola, operaba el tránsito hacia la especialización en el cultivo y cosecha de productos de demanda regional.
Las prácticas ancestrales de la roza y quema de extensiones así como la rotación de cultivos se convierten en las principales maneras empleadas para el rendimiento de las cosechas.
La zona del Alto Sinú es el medio ecológico más adecuado para la producción maicera, es sabido que el maíz requiere de alta pluviosidad y bajo nivel freático para su buen desarrollo y productividad   , estos elementos se conjugaron para 
Cultivar un importante número de hectáreas, explotadas principalmente en minifundios y en cultivos asociados con otros como yuca, ñame y plátano.
Paralela a las actividades agrícolas se desarrolló de manera vigorosa la producción pecuaria, la cual consistía en la cría y comercialización de ganado porcino y aves de corral. Posteriormente se introduce en la zona, la cría; levante, ceba y comercialización de ganado vacuno como una actividad empresarial de altos rendimientos económicos.
Otra importante fuente de ingresos económicos para los habitantes de este territorio, lo ha constituido la explotación de la madera. En regiones como El Loro, los Llanos del Tigre y El Manso entre otros; sitios donde se asientan colonos-campesinos e indígenas. Estos son grupos sociales compuestos por trabajadores madereros que se constituyeron como punta de lanza de poderosos grupos económicos de Córdoba en la tala, corte y comercialización utilitaria de la madera pero con tendencia a la depreciación del medio natural boscoso.
De manera significativa la pesca integró un renglón de importancia económica, a nivel de economía simple de subsistencia. Es una actividad que se efectuó y aún se lleva a cabo de manera artesanal. La captura de peces se presenta durante todo el año en los ríos tributarios al Sinú, en el Sinú mismo, en la ciénaga de Betancí, y la construcción de estanques aunque la ecología piscícola presenta estaciones marcadas de escasez y abundancia.
En la estructuración y caracterización de los quehaceres económicos en Tierralta jugó un papel protagónico la presencia de comerciantes y medianos inversionistas, quienes se radicaron en la región para favorecer bienes manufacturados y comprar productos de la zona respectivamente.
Se le atribuye a la colonización de antioqueños el inicio de casas comerciales, almacenes, cacharrerías, fondas y graneros. Sus operaciones y transacciones comerciales ayudaron a configurar el carácter urbano de la actual cabecera municipal.

## Ecología
Flora.
El municipio de Tierralta cobija gran parte del parque nacional natural de Paramillo, según investigaciones realizadas por la Universidad de Córdoba, se reporta un total de 288 especies pertenecientes a 227 géneros y 97 familias. A nivel de fauna se referencia un total de 74 especies de mamíferos pertenecientes a 24 familias; 49 especies de reptiles que conforman 13 familias; 16 especies de anfibios agrupados en 5 familias y 305 especies de aves clasificadas en 54 familias.
La vegetación existente en el municipio es muy variada encontrándose bosques de galería, rastrojos, bosques natural intervenido bosque secundarios, cultivos y pastos. 
Las especies madereables extraídas son principalmente abarco, manzabalo, cedro, brasilete y teca.
Fauna.
En Tierralta encontramos algunas especies como el mico negro, machín, venado, gato solo, tigrillo, el tejón, guasa, perico ligero o perezoso, guartinaja, ñeque y armadillo. Principales variedades de peces son: bocachico, bagre blanquillo, barbudo negro, mojarra amarilla, moncholo, sábalo, comilón liceta, mojarra negra, pacora, cacucho, doncella.
Fauna avícola: guacamayo azul, guacamayo rojo, colibrí de paramillo, pissigno, martín pescador, pájaro hormiguero, chavarri, cocli, garza real, pava, loro, colibrí, gavilán, paloma guarumera, garza ceniza, frutero, toche, azulejo, carpintero, tanga, entre otros.
En el territorio que conforma el municipio se encuentran sitios que guardan algún interés tanto para propios como para extraños, son las cuevas de Juy que se dicen son las más hermosas del litoral Atlántico. Cerca a estas cavernas naturales se encuentra una con un interés especial como es la de poseer estalagmitas de color rosado.
En la región del corregimiento de callejas se encuentran vestigios de antiguos adoratorios de indígenas. En la cabecera municipal hay un museo precolombino de gran interés arqueológico y cultural.

## Hidrografía
Los recursos hídricos de Tierralta consta de los siguientes ríos: Sinú, Manso, Verde y Esmeralda. Además de las quebradas Tuis Tuis, quebrada Honda,  Águila, quebrada del Juí, quebrada de Tay, quebrada de Lorenzo, entre otras.

## Atractivos turísticos
- Quebrada Tuis - tuis
- Las Cavernas del Jui
- Las Cuevas de Palmira
- Museo Arqueológico Zenú
- Saltillo de Palmira
- Saltillo El Loro
- El pueblo
- Centro Ecológico Las Guartinajas
- Estación ecoturística Ecolagos
- Puerto de frasquillo
- Reserva ecológica Tuis - Tuis
- Reserva ecológica la oscurana
- Saltillo de Flores
- Saltillo de Cielo Roto
- Saltillo de la Plumilla
- Saltillo la oscurana

## Estructura organizacional municipal
| Tierralta    | Tierralta   | Tierralta                  |
| Departamento | Código DANE | Categoría municipal (2022) |
| ------------ | ----------- | -------------------------- |
| Córdoba      | 23807       | Sexta                      |

- Personería: Es un centro del Ministerio Público de Colombia que ejerce, vigila y hace control sobre la gestión de las alcaldías y entes descentralizados; velan por la promoción y protección de los derechos humanos; vigilan el debido proceso, la conservación del medio ambiente, el patrimonio público y la prestación eficiente de los servicios públicos, garantizando a la ciudadanía la defensa de sus derechos e intereses.

El actual Personero municipal es x (2024-2027).
- Concejo Municipal: Es la suprema autoridad política del municipio. En materia administrativa sus atribuciones son de carácter normativo. También le corresponde vigilar y hacer control político a la administración municipal. Se regulan por los reglamentos internos de la corporación en el marco de la Constitución Política Colombiana (artículo 313) y las leyes, en especial la Ley 136 de 1994 y la Ley 1551 de 2012.

Constituido por 15 concejales por un periodo de 4 años.
- Alcaldía Municipal: En esta se encuentra la administración municipal y las entidades descentralizadas del municipio.

El Alcalde se pronuncia mediante decretos y se desempeña como representante legal, judicial y extrajudicial del municipio. El actual Alcalde municipal es Jesús Contreras Rodríguez (2024-2027), elegido por voto popular.
- JAL.